# Hobson City
Hobson City è un comune degli Stati Uniti d'America situato nella contea di Calhoun dello Stato dell'Alabama.